# Christian Holst Vigilius
Christian Holst Vigilius (født 23. juli 1998) er en dansk statskundskabsstuderende, der 2022-2025 var landsformand for Konservativ Ungdom. Han har endvidere tidligere været landsformand for Konservative Studerende.
Vigilius har tidligere virket som kirke-, kultur- og integrationsordfører for Konservativ Ungdom og er skribent i Dagbladet Information samt Årsskriftet Critique.
Christian Vigilius stillede i april 2022 et borgerforslag om at forbyde papsugerør. Forslaget førte til flere medieoptrædener, men opnåede med 13.321 støtteerklæringer ikke de 50.000 støtter, der skulle til for at få det fremsat i Folketinget.
Vigilius blev i november 2024 opstillet til Folketinget for Det Konservative Folkeparti i Københavns Omegns Storkreds.